# Nguyễn Phúc Anh
Nguyễn Phúc Anh (chữ Hán: 阮福渶, 1601 - 1635), còn gọi là Tôn Thất Anh, là một vị tướng dưới thời Trịnh - Nguyễn phân tranh trong lịch sử Việt Nam. Lúc sinh thời ông giữ chức trấn thủ Quảng Nam và bị giết sau cuộc tranh giành quyền lực với người anh ruột là Chúa Thượng Nguyễn Phúc Lan.

## Tiểu sử
Tôn Thất Anh là con trai thứ 3 của Chúa Sãi Nguyễn Phúc Nguyên, không rõ mẹ đẻ là ai. Ban đầu ông làm quan đến chức Chưởng cơ, tước Dương Nghĩa hầu. Mùa hạ năm 1631, người anh cả của ông là Khánh quận công Tôn Thất Kỳ qua đời, ông được cử lên thay thế nhiệm vụ trấn thủ Quảng Nam. Bấy giờ Chúa lo Anh là người kiêu ngạo, phóng túng, nên đã cử một văn chức tên là Phạm làm Ký lục đi theo để kềm cập ông. Phạm vốn có quan hệ thân thiết với Công tử thứ 2 là Nhân Lộc hầu Nguyễn Phúc Lan, nên từ đó mọi hành tung của ông ở Quảng Nam đều bị Nhân Lộc hầu nắm rõ.
Mùa thu năm 1633, Tôn Thất Anh vì muốn tranh ngôi Thế tử với Nhân Lộc hầu nên tìm cách liên hệ với họ Trịnh ở Đàng Ngoài để giúp mình. Vì thế ông mưu đồ ra trấn Quảng Bình để tiện đường giao thông với họ Trịnh, bèn mật sai người ra bàn mưu với văn chức Quảng Bình là Lý Minh (không rõ họ). Lý Minh tập hợp những bọn bất mãn ở trong hạt mình cai quản, kiện vu cho Trấn thủ Quảng Bình Tôn Thất Tuấn là lấn xét hà khắc trăm họ để xin đổi Tuấn đi nơi khác mà cho Anh ra thay. Lúc đầu Chúa Sãi lúc đầu tin lời, bãi Tuấn mà vời Anh đến, nhưng Anh đi săn xa hơn một tuần không về. Chúa giận lắm, bèn cho Nguyễn Phước Kiều lên thay, việc này khiến Anh vô cùng căm tức, lại sai người hỏi kế Lý Minh. Lý Minh mật thư báo rằng:
Nguyễn Phước Kiều mới lại, dân đương ái mộ, huống chi lại là họ ngoại [con rể] của chúa, thế khó lung lay. Nhưng là người nhút nhát nếu được quân Bắc đến bức thì hắn hẳn chạy trước, khi ấy mà mưu thì việc gì cũng được.
Anh vui mừng, sau đó viết thư cho người gửi ra Bắc, xin quy phục Chúa Trịnh. Cuối năm đó, Thanh vương Trịnh Tráng đưa vua Lê Thần Tông nam phạt họ Nguyễn, đây chính là cuộc giao tranh Trịnh - Nguyễn lần thứ 2. Quân Trịnh đóng ở cửa Nhật Lệ hơn một tuần mà không thấy Anh đến tiếp ứng mà không rõ nguyên do, đành phải lui về bắc.
Năm 1635, Chúa Sãi mất, Thế tử Nhân Lộc hầu lên nối ngôi, tức là Chúa Thượng. Bấy giờ Tôn Thất Anh mưu phản đã rõ. Ông nuôi riêng dũng sĩ vài trăm người, bí mật ghi họ tên vào sổ "đồng tâm hướng thuận". Đến đây Anh nghe tin Chúa Thượng mới lên ngôi, liền phát binh làm phản, cùng Ký lục là Phạm mưu đắp lũy Cu Đê làm kế cố thủ và bày thủy quân ở cửa biển Đà Nẵng để chống lại quân chúa. Nhưng Phạm vốn là tay trong của Chúa Thượng, bèn lẻn về đem tình trạng làm phản ấy trình Chúa.
Chúa Thượng triệu chú là Tôn Thất Khê vào chầu, khóc mà nói rằng
Anh bất hiếu bất trung, tội không tha được. Nhưng tôi là con đương ở vào cảnh tang tóc đau thương, nay cầm dao mà đâm kẻ ruột thịt với mình, lòng tôi thực không nỡ. Vả vì một người mà làm lụy đến trăm họ, điều đó người nhân giả cũng lấy làm thương tâm. Vậy tôi muốn nhường ngôi cho hắn để tắt sự tranh giành, xin chú liệu xét cho.
Khê đáp rằng
Tội Anh tất phải giết, thần và người đều giận, lẽ nào nín náu để hại đến nghĩa lớn ư? Thần xin lấy nghĩa mà cắt đứt ơn riêng, để tỏ rõ phép nước.
Chúa đành phải nghe theo, sai Bùi Hùng Lương, Tống Triều Phương lãnh thủy sư tiến đến vùng Trà Sơn; Tôn Thất Yên, Tống Văn Hùng lãnh bộ binh tiến đến lũy Cu Đê, hai đạo giáp đánh. Bấy giờ cai đội bộ binh là Dương Sơn cùng Tôn Thất Tuyên đem quân theo đường tắt, đánh thẳng vào Quảng Nam. Dương Sơn đến trước, xông vào dinh bắt được quyển sổ đồng tâm. Tuyên tiếp đến sau, phóng lửa đốt. Tôn Thất Anh hoảng sợ chạy trốn về phía cửa biển Đại Chiêm. Tuyên đuổi theo bắt được, đóng gông giải về Thuận Hóa.
Khi đến nơi, Anh nằm rạp xuống sân kêu van xin được tha chết. Chúa Thượng đau xót không nỡ giết. Tôn Thất Khê và các tướng đều tâu rằng: 
Anh phản nghịch, tội rất lớn. Phải xử theo phép nước để răn bọn loạn tặc.
Chúa bèn theo lời, sai Khê theo sổ đồng tâm mà bắt giết hết.
Tôn Thất Anh hưởng dương 35 tuổi, không có con nối dòng.

## Chú giải
1. ↑  Chiến lũy dọc theo sông Cu Đê, còn có tên là sông Trường Định, là con sông nhỏ nằm ở vùng Tây Bắc Đà Nẵng ngày nay
2. ↑  nay gọi là Cửa Đại thuộc thành phố Hội An, tỉnh Quảng Nam

## Sách tham khảo
- Quốc sử quán triều Nguyễn (2001), Đại Nam thực lục, tập 1, Hà Nội: Nhà xuất bản Giáo dục
- Quỳnh Cư, Đỗ Đức Hùng (2005), Các triều đại Việt Nam, Hà Nội: Nhà xuất bản Thanh niên
- Quốc sử quán triều Nguyễn (2006), Đại Nam liệt truyện, tập 1, Huế: Nhà xuất bản Thuận Hóa
- Tôn Thất Bình (2005), Kể chuyện chín chúa mười ba vua triều Nguyễn, Thành phố Hồ Chí Minh: Nhà xuất bản Trẻ
- Hội đồng trị sự Nguyễn Phước tộc (1995), Nguyễn Phước tộc thế phả, Huế: Nhà xuất bản Thuận Hóa, Huế